# Мосолово (Сафоновский район)
Мосолово — деревня в Смоленской области России, в Сафоновском районе. Население — 31 житель (2007 год). Расположена в центральной части области в 25 км к северо-востоку от города Сафонова, в 10 км севернее автодороги М1 «Беларусь», на берегу реки Днепр. В 15 км южнее деревни железнодорожная станция Издешково на линии Москва — Минск. Входит в состав Богдановщинского сельского поселения.

## История
В годы Великой Отечественной войны деревня была оккупирована гитлеровскими войсками в сентябре 1941 года, освобождена в 1943 году..